# Petersham (Massachusetts)
Pour les articles homonymes, voir Petersham.
Petersham est une ville du Comté de Worcester dans l’État du Massachusetts.
Elle a été incorporée en 1754.
Sa population était de 1 194 habitants en 2020.